# Adrian Grigorjewitsch Schaposchnikow
Adrian Grigorjewitsch Schaposchnikow, russisch Адриан Григорьевич Шапошников, wiss. Transliteration Adrian Grigor'evič Šapošnikov (* 29. Maijul. / 10. Juni 1887greg. in Sankt Petersburg; † 22. Juni 1967 in Moskau) war ein russischer Komponist.

## Leben
Er absolvierte zunächst 1909 das Technologische Institut in Sankt Petersburg, nahm aber gleichzeitig Unterricht in Musiktheorie bei Wassili Kalafati. Anschließend studierte er bis zum Abschluss 1913 Komposition am Sankt Petersburger Konservatorium bei Alexander Glasunow, Nikolai Sokolow, Nikolai Tscherepnin und Jāzeps Vītols. 1914 bis 1916 wirkte er als Konzertmeister bei der Musikalisch-Historischen Gesellschaft, einem seinerzeit rührigen Liebhaberorchester des Grafen Alexander Scheremetew.
Nach der Oktoberrevolution war Schaposchnikow von 1918 bis 1936 in seinem zuerst erlernten Beruf als Ingenieur in Moskau tätig, hauptsächlich in den Volkskommissariaten für Transport und Schifffahrt. In dieser Zeit entstanden dennoch einige kammermusikalische Werke, u. a. Romanzen (1919–1922) nach Versen von Fjodor Sologub, Igor Sewerjanin und Paul Verlaine, eine Sonatine für Klavier (1923) und eine Sonate für Violoncello und Klavier (1935).
1937 folgte er der Einladung des Kinoregisseurs Leonid Obolenski, um im damaligen Aschchabad, der Hauptstadt der Turkmenischen SSR, ein Opernstudio aufzubauen. Er beschäftigte sich intensiv mit der Folklore des Landes und schuf nach einem Stoff des turkmenischen Klassikers Mollanepes die Oper Зохре и Тахир, eine der ersten turkmenischen Opern. Mit diesem Werk wurde am 6. November 1941 das Turkmenische Opern- und Ballett-Theater eröffnet – in der Hauptrolle sang Annagül Annagulyýewa. Schaposchnikow komponierte weitere Opern, zum Teil – wie vom Sowjetregime gefördert – in Zusammenarbeit mit turkmenischen Komponisten, u. a. Шасенем и Гариб (1944) mit Daňatar Öwesow und Кемине и казы (1947) mit Weli Muhadow. Er schuf in dieser Zeit auch Chorwerke nach Texten des turkmenischen Poeten Magtymguly Pyragy (1941) und ein Klavierkonzert nach turkmenischen Themen (1947). Beim Erdbeben von Aschchabad 1948 zählte er zu den vielen Verletzten, die aus den Trümmern geborgen werden konnten, und wurde zurück nach Moskau verbracht. Dort beschäftigte er sich weiterhin mit turkmenischer Volksmusik und mit der Weiterentwicklung des dortigen Musiklebens. Dafür erhielt er in seinem letzten Lebensjahr 1967 den Ehrentitel „Verdienter Künstler der Turkmenischen SSR“.
Seine Bühnenwerke zählten lange zum Kernrepertoire der Unionsrepublik. Nach der Unabhängigkeit 1991 zog sich das neue Regime in Turkmenistan zunehmend aus der Förderung des klassischen Musiklebens zurück, 2001 wurden sämtliche Opernaufführungen verboten. Nach Aufhebung des Verbots 2008 wurden ab 2010 auch wieder Schaposchnikows Opern aufgeführt. International wurde sein beliebtestes Werk die Sonate für Flöte und Harfe (1926, rev. 1962), sie wurde von etlichen Interpreten aufgenommen, u. a. von Luisa Di Tullio und Susann McDonald.
Schaposchnikow galt als „Klassiker der turkmenischen Musik“. Er komponierte neben Opern auch Orchesterwerke, Kammer-, Chor-, Klaviermusik, Romanzen, Lieder sowie Musik für Theater und Film. In den frühen Werken, häufig Vertonungen von Dichtern des Symbolismus, finden sich Einflüsse des französischen Impressionismus im Gefolge von Claude Debussy. In den später entstandenen, von turkmenischen Motiven inspirierten Kompositionen verschmolz er das folkloristische Material mit der Musiksprache der russischen Spätromantik.

## Werke (Auswahl)
- Romanzen nach Worten von Paul Verlaine (1913) und Wjatscheslaw Iwanow (1913/14)
- Sinfonisches Gemälde für Orchester nach dem Roman In den Wäldern von Pawel Melnikow (1915)
- Отравленный сад, Opern-Poem (1916)
- Romanzen nach Versen von Fjodor Sologub, Igor Sewerjanin und Paul Verlaine (1919–1922)
- Sonatine für Klavier (1923)
- Triolette nach Worten von Iwan Rukawischnikow, Fjodor Sologub und Konstantin Balmont (1925)
- Sonate für Flöte und Harfe (1926, rev. 1962)
- Sonate für Violoncello und Klavier (1935)
- Turkmenische Rhapsodie für Orchester (1940)
- Зохре и Тахир, Oper (1941)
- Гюль и бильбиль, Oper (1943)
- Шасенем и Гариб, Oper (1944)
- Кемине и казы, Oper (1947)
- Klavierkonzert nach turkmenischen Themen (1947, rev. 1953)
- Sinfonietta (1955)